# Dosice
Dosice – dawna kolonia. Tereny, na których był położony, leżą obecnie na Białorusi, w obwodzie witebskim, w rejonie brasławskim, w sielsowiecie Dalekie.

## Historia
W czasach zaborów w granicach Imperium Rosyjskiego.
W latach 1921–1939 kolonia leżała w Polsce, w województwie nowogródzkim (od 1926 w województwie wileńskim), w powiecie dziśnieńskim (od 1926 w powiecie brasławskim), w gminie Bohiń.
Według Powszechnego Spisu Ludności z 1921 roku zamieszkiwało tu 16 osób, wszystkie były wyznania rzymskokatolickiego i zadeklarowały białoruską przynależność narodową. Były tu 3 budynki mieszkalne. W 1931 w 4 domach zamieszkiwało 28 osób.
Miejscowość należała do parafii rzymskokatolickiej w Zamoszach. W 1933 podlegała pod Sąd Grodzki w Opsie i Okręgowy w Wilnie; właściwy urząd pocztowy mieścił się w Zamoszach.